# Persististrombus
Persististrombus là một chi ốc biển thuộc họ Strombidae.

## Ghi nhận hóa thạch
Hóa thạch của Persisistrombus được tìm thấy ở các tầng biển từ Oligocene đến Đệ tứ. Các hóa thạch được biết đến từ Châu Âu, Bắc và Nam Mỹ, Algeria, Ấn Độ, Indonesia, Libya, Somalia, Thổ Nhĩ Kỳ và Iran. 

## Các loài
- † Persististrombus lapugyensis-exbonellii
- † Persististrombus aldrichi ( Dall, 1890)
- † Persististrombus baltrae (Garcia-Talavera, 1993)
- † Persististrombus barrigonensis (Jung & Heitz, 2001)
- † Persististrombus chipolanus ( Dall, 1890)
- † Persististrombus coronatus ( DeFrance, 1827)
- Persististrombus granulatus ( Swainson, 1822)
- † Persististrombus insulanus (Jung & Heitz, 2001)
- Persististrombus latus ( Gmelin, 1791)
- † Persististrombus mardieae (Petuch, 2004)
- † Persististrombus nodosus (S. Borson, 1820)
- † Persististstrombus obliteratus (Hanna, 1926)
- † Persististrombus radix ( Brongniart, 1823)
- † Persististrombus toroensis (Jung & Heitz, 2001)

## Hình ảnh

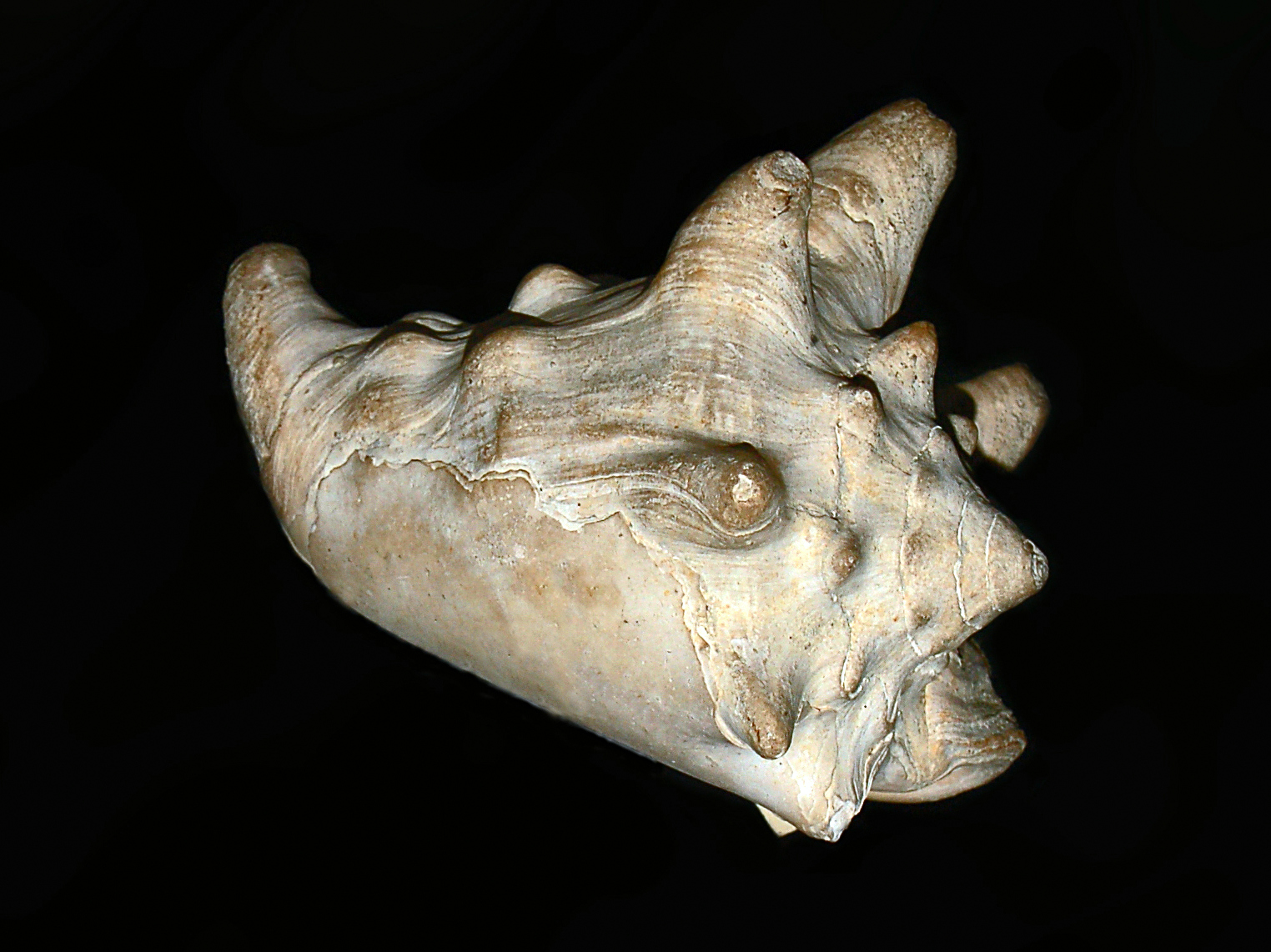
Persististrombus coronatus
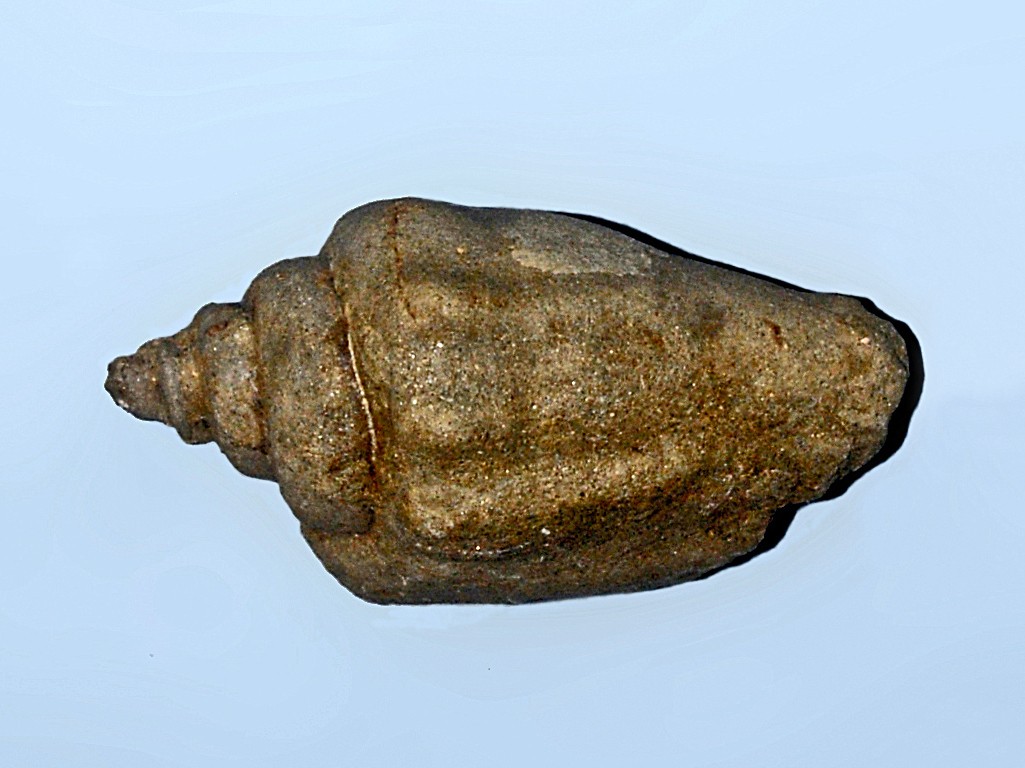
Persististrombus radix
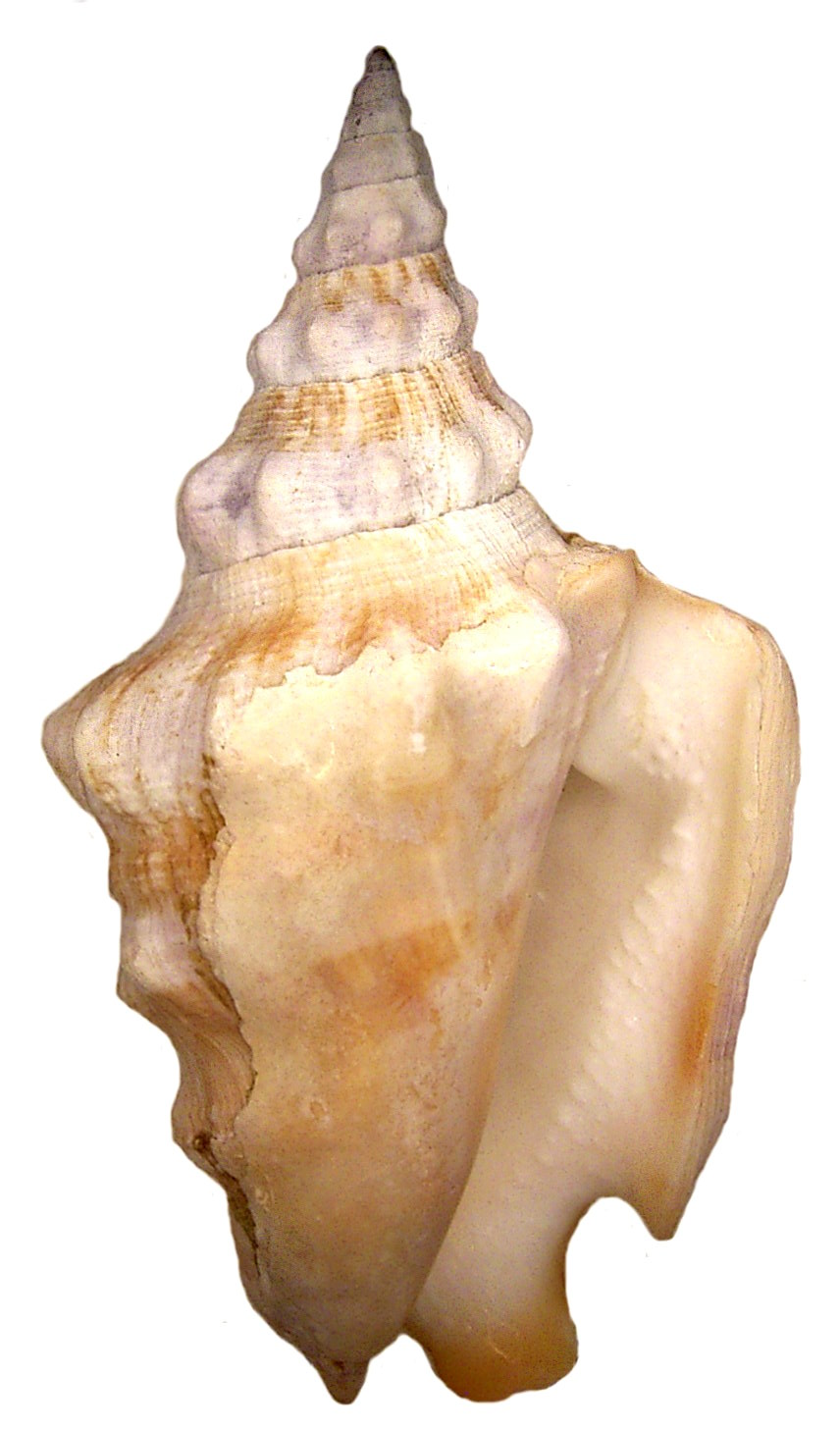
Persististrombus granulatus